# 蒙莫兰府邸

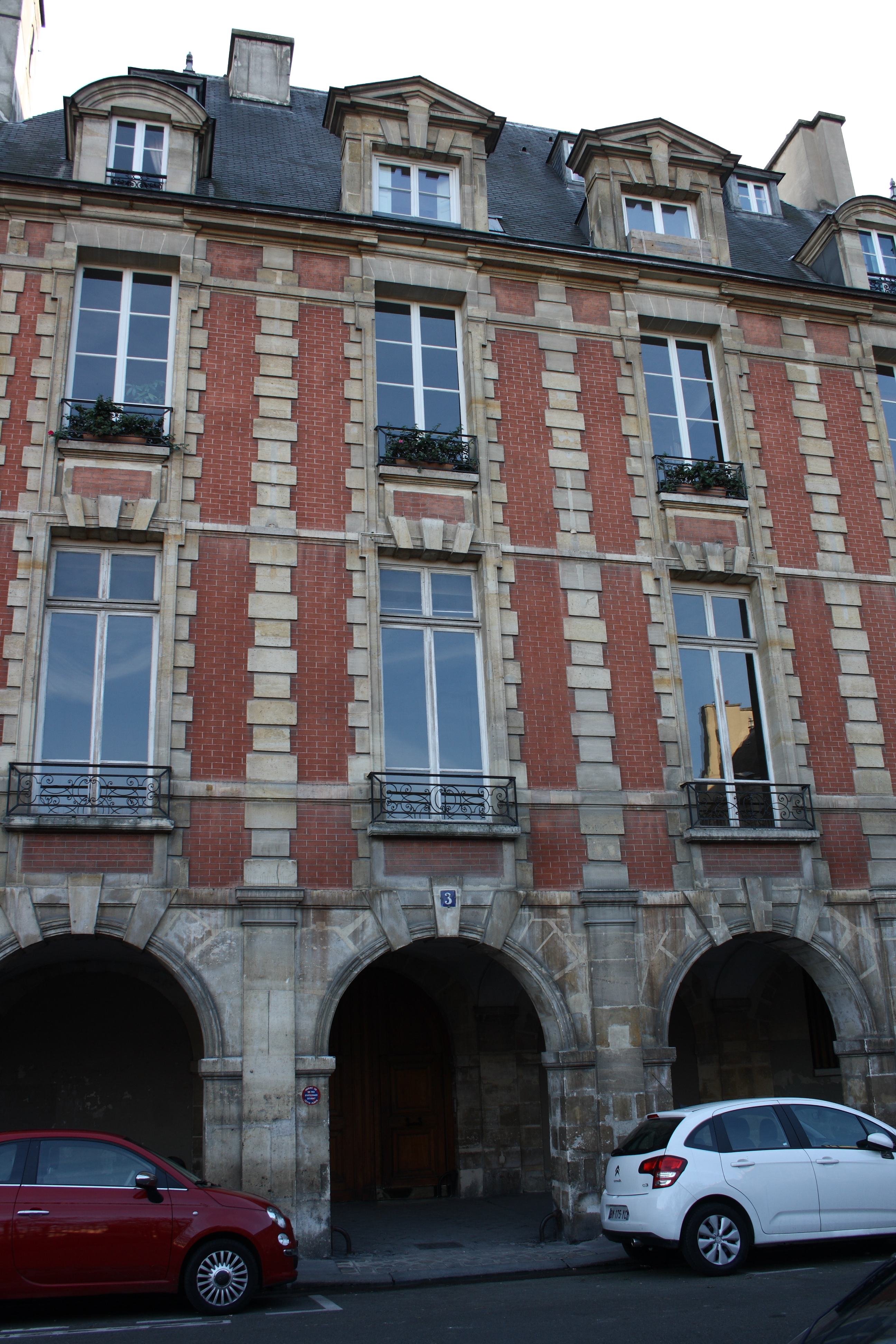

蒙莫兰府邸（Hôtel de Montmorin）是一座法式府邸，位于巴黎第四区（玛黑区）孚日广场（原皇家广场）3号 .

## 历史

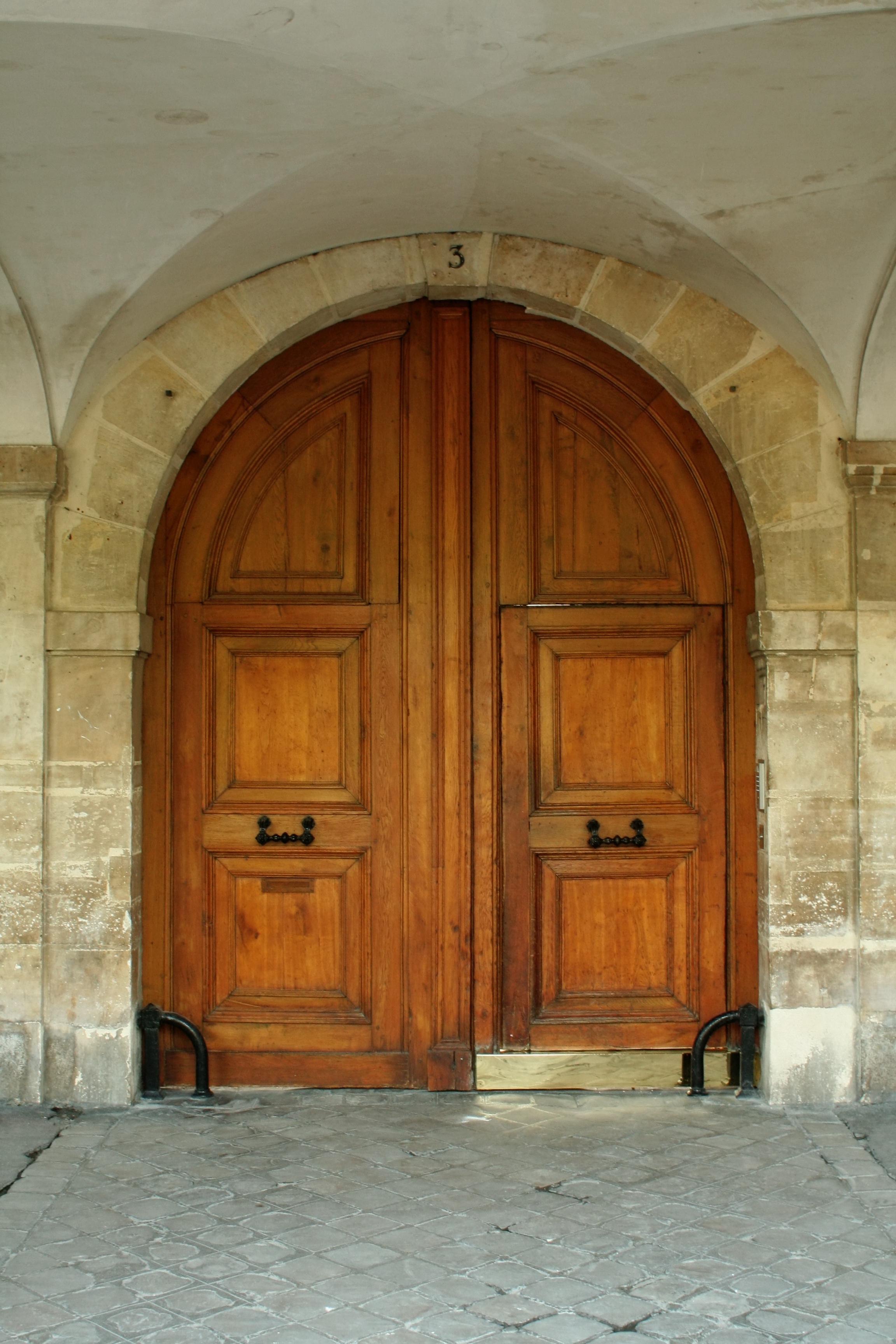

这块土地是由法王亨利四世捐赠，王后奥地利的安妮的秘书沃伯西的西蒙·勒格拉斯和他的儿子尼古拉·勒格拉斯所建。尼古拉将府邸留给女儿安妮·勒格拉斯·德沃伯西（1624-1709），1651年，她嫁给弗朗索瓦·加斯帕德·德蒙莫兰，他是圣赫伦侯爵、蒙莫兰领主、国王的顾问、枫丹白露狩猎队长，于1701年去世。
该建筑后来由议员尼古拉·胡盖·德塞蒙维勒收购，1729年去世。他的女儿凯瑟琳·胡盖·德塞蒙维勒先后嫁给了埃斯特拉德斯伯爵夏尔·让和圣布里松伯爵尼古拉·马克西米利安·塞吉。1776年，她把该建筑卖给议员让·巴蒂斯特·克劳德·德·布拉杰隆的遗孀玛丽·安妮·洛亚特。
1953年10月22日，该建筑的楼梯及锻铁栏杆列为法国历史遗迹；1957年3月2日，立面、屋顶和拱廊列入。